# The Party at Kitty and Stud's
The Party at Kitty and Stud's, más conocida por su título alternativo El semental italiano, es una película para adultos de 1970, popular por haber sido la primera película del reconocido actor Sylvester Stallone, quien recibió una suma de 200 dólares por su actuación en ella. En entrevistas posteriores el actor ha afirmado que la desesperación económica lo llevó a participar en la película, pues había sido expulsado de su vivienda y tuvo que dormir varios días en una estación de buses de Nueva York en pleno invierno. En sus propias palabras: "Tenía dos opciones, participar en esa película o robar a alguien, porque realmente estaba desesperado. En vez de cometer un delito, trabajé dos días por 200 dólares y pude abandonar la estación de buses".

## Sinopsis
La película relata la vida sexual de una joven mujer llamada Kitty (Henrietta Holm) y su novio, Stud (Sylvester Stallone). Stud, buscando romper su rutina sexual, organiza una fiesta en el apartamento de Kitty que termina convirtiéndose en una desenfrenada reunión de sexo.

## Reparto
- Sylvester Stallone - Stud
- Henrietta Holm - Kitty
- Janet Banzet - Chica de rosa
- Jodi Van Prang - Jodi
- Nicholas Warren - Nick
- Frank Micelli - Frank
- Barbara Strom - Barb